# Dromaeschna
Genre
Dromaeschna est un genre de libellules australiennes de la famille des Aeshnidae (sous-ordre des Anisoptères, ordre des Odonates).

## Systématique
Le genre Dromaeschna a été créé en 1908 par le botaniste et entomologiste allemand Friedrich Förster (d) (1865–1918) avec pour espèce type Dromaeschna severini qui s'est avéré être par la suite un synonyme de Dromaeschna forcipata. 
L'espèce Dromaeschna severini avait été dédiée à l'entomologiste belge Guillaume Severin (d) (1862-1938). L'autre espèce décrite dans la publication, Dromaeschna weiskei, est quant à elle dédiée à l'entomologiste allemand Emil Weiske (d) (1867-1950).

## Liste d'espèces
Selon BioLib (24 avril 2022) :
- Dromaeschna forcipata (Tillyard, 1907) - Australie - espèce type
- Dromaeschna weiskei Förster, 1908 - Australie

## Publication originale
- (de) F. Förster, « Über die Australischen Aeschniden der Gruppe Brachytron Karsch », Annales de la Société entomologique de Belgique, Bruxelles, Société royale belge d’entomologie, vol. 52,‎ 1908, p. 190-194 (ISSN 0774-5915, OCLC 18759618, lire en ligne).